# اسماعیل شنب غازانی
مولانا امیر اسماعیل حسینی شنب غازانی؛ یکی از متفکران، دانشمندان و عالمان سدهٔ نهم هجری بود.

## زندگی
اسماعیل شنب غازانی در سال ۸۵۶ ه‍.ق در تبریز متولد شد. او از سادات شنب غازان بود.
در نوجوانی به هرات رفت و مدتی نزد علاءالدین قوشچی و حسین منطقی تحصیل کرد. سپس به شیراز رفت و شاگرد جلال‌الدین دوانی شد و در اواخر عمر به تبریز بازگشت. زمانی که در تبریز بود شاه اسماعیل اول صفوی خواست نقابت دارالسلطنه را به او بسپارد اما وی قبول ننمود. مدت دوازده سال در مسند ارشاد متمکن شده طریقهٔ تشیع را رواج می‌داد.
زمانی که سلطان سلیم اول تبریز را اشغال کرد خواست امیر اسماعیل را با خود به روم ببرد، اما سید خود را به ناخوشی زده سلطان سلیم لا علاج ماند و در وقت رفتن به کوتوال قلعه که از اهل روم نهاده بود سفارش وی را نمود که بعد از بهبودی روانهٔ قسطنطنیه نماید. اما چند روز از رفتن سلطان سلیم، شاه اسماعیل وارد تبریز شده کوتوال قلعه با پاسبانان شهر به قتل رسیدند.
امیر اسماعیل در سال ۹۲۸ ه‍.ق درگذشت و در شنب غازان به‌خاک سپرده شد.

## آثار
از آثار وی می‌توان به شرح اشراق و شرح فصوص‌الحکمة اشاره کرد. فصوص‌الحکمة یکی از کهن‌ترین و با ارزش‌ترین متون فلسفی است که از دیر باز مورد توجه بزرگان فلسفه می‌باشد. کهن‌ترین و گران‌سنگ‌ترین شروح فصوص‌الحکمة شرحی است که به دست میر اسماعیل شنب غازانی به رشته تحریر درآمده است.